# Dustin Lynch (álbum)
Dustin Lynch é o primeiro álbum do artista norte-americano de música country Dustin Lynch. Foi lançado em 21 de agosto de 2012 através da Broken Bow Records. Lynch escreveu e co-escreveu dez das treze faixas presentes no disco, incluindo o primeiro single, "Cowboys and Angels".

## Lista de faixas
| N.º | Título                      | Compositor(es)                           | Duração |  |
| 1.  | "She Cranks My Tractor"     | Dustin Lynch, Brett Beavers, Tim Nichols | 3:08    |  |
| 2.  | "Waiting"                   | Justin Weaver, Lynch, Kelly Archer       | 3:38    |  |
| 3.  | "Cowboys and Angels"        | Lynch, Josh Leo, Nichols                 | 3:47    |  |
| 4.  | "Wild in Your Smile"        | Rhett Akins, Ben Hayslip, Marv Green     | 3:00    |  |
| 5.  | "Last Lap"                  | Lynch, Archer, Weaver                    | 3:25    |  |
| 6.  | "Sittin' Pretty"            | John Edwards, Jason Sever, Steve Bogard  | 3:11    |  |
| 7.  | "Yeah Yeah Yeah"            | Phil Barton, Jaron Boyer, Rodney Clawson | 3:17    |  |
| 8.  | "Rock You Sweet"            | Lynch, Sever, Nichols, B. Beavers        | 3:52    |  |
| 9.  | "Unwind It"                 | Lynch, B. Beavers, Jim Beavers           | 3:17    |  |
| 10. | "Hurricane"                 | Bogard, Lynch, Sever, Will Doughty       | 3:32    |  |
| 11. | "Dancing in the Headlights" | Leo, Nichols, Lynch                      | 3:25    |  |
| 12. | "Name On It"                | Lynch, Weaver, Archer                    | 2:56    |  |
| 14. | "Your Plan" (faixa bônus)   | Lynch                                    | 3:29    |  |

## Desempenho
| Tabela (2012)                           | Melhor posição |
| --------------------------------------- | -------------- |
| Estados Unidos - Billboard 200          | 13             |
| Estados Unidos - Top Country Albums     | 1              |
| Estados Unidos - Top Independent Albums | 1              |

## Histórico de lançamento
| País           | Data                 | Formato          | Gravadora          |
| -------------- | -------------------- | ---------------- | ------------------ |
| Estados Unidos | 21 de agosto de 2012 | download digital | Broken Bow Records |
| Canadá         | 21 de agosto de 2012 | download digital | Broken Bow Records |